# Trinitite

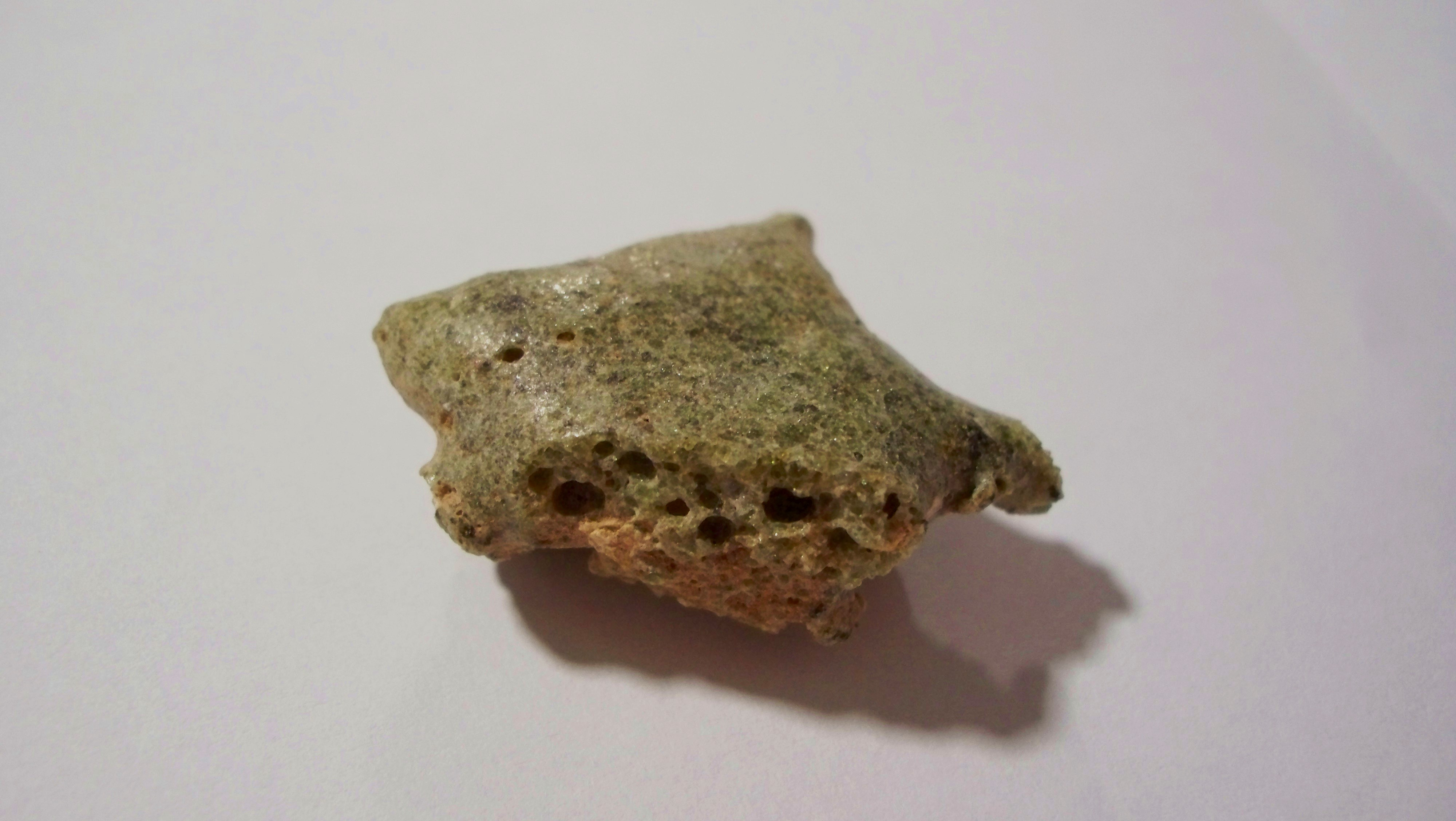
Trinitite.

La trinitite, également connue sous le nom de verre d'Alamogordo, est un minéral. Il s'est formé lors de la vitrification des sables du désert d'Alamogordo lors de l'essai Trinity, le 16 juillet 1945, à savoir lors de la première explosion nucléaire. 
Ce verre est composé principalement de sable arkosique, à savoir grains de quartz et de feldspath majoritaires, avec de petites fractions de plagioclase, de calcite, de hornblende et d'augite, dans une matrice d'argile sableuse, le tout fondu par l'explosion atomique.
La trinitite est généralement vert clair, même si sa couleur varie. Elle est faiblement radioactive et peut être manipulée sans danger,.
En 2021, des travaux de cristallographie mettent en évidence la présence d'un quasi-cristal au sein d'un échantillon de trinitite,.